# Carlo Vincenzo Ferrero d'Ormea
Carlo Vincenzo Ferrero, marchese d'Ormea (Mondovì, 5 aprile 1680 – Torino, 29 maggio 1745), è stato un nobile e politico italiano, denominato anche "il Cavour del '700", fu la figura di governo di maggior rilievo del Regno di Sardegna nel corso del XVIII secolo.
Si mise in luce nell'amministrazione provinciale. Generale delle finanze nel 1717, fu nel 1720 l'autore della riforma del catasto. Svolse un'importante azione diplomatica con lo Stato della Chiesa che portò ai concordati del 1727 e del 1741, al riconoscimento dei Savoia come re di Sardegna e al privilegio di un cardinale di corona (il primo eletto con tale privilegio fu il suo cugino Carlo Vincenzo Maria Ferrero). Un altro successo diplomatico fu la ripresa delle relazioni del Piemonte con la Repubblica di Venezia.
Primo segretario di stato all'Interno nel 1730, nel settembre 1731 la sua inflessibilità fu cruciale nella gestione della crisi causata dal tentativo di tornare sul trono di Vittorio Amedeo II. Carlo Emanuele III, avuta in questo frangente prova di fedeltà, si affidò interamente a lui nei primi anni del suo regno e lo nominò primo ministro di stato agli Esteri, carica che l'Ormea cumulò a quella degli Interni.
Fu l'autore delle alleanze strette per la guerra di successione Polacca e di quella Austriaca. In occasione di quest'ultima diede forma alla "convenzione provvisionale", ammirata dai contemporanei come un capolavoro di diplomazia.
Nel 1742 fu nominato Gran Cancelliere, massima carica del Regno di Sardegna. Alla morte del cugino Ferrero Thaon, fu ventilata l'ipotesi di nominare l'Ormea come nuovo cardinale di corona; tuttavia, il progetto non andò in porto e, nel frattempo, la sua salute cominciava a declinare. Il marchese d'Ormea si spense a Torino il 29 maggio 1745.

## Biografia

### Primi anni

Stemma della famiglia dei Ferrero d'Ormea.

Figlio di Alessandro Marcello, consignore di Roasio, e di Anna Ferrero, apparteneva ad un'antica famiglia monregalese; il ramo di suo padre non era però particolarmente ricco. Il padre e lo zio erano invisi alla corte per aver partecipato alla "Guerra del sale" e alla congiura di Gian Domenico Trucchi avvenuta durante la guerra franco-sabauda.
Studiò legge e si laureò all'Università di Mondovì il 9 gennaio 1697. Da allora iniziò un'attività di funzionario statale in terre limitrofe al Monregalese, dal principio come giudice di Carmagnola. Il 17 giugno 1706 il duca in fuga da Torino, passando per Carmagnola, rimase colpito dall'incontro con il Ferrero e lo scelse come suo collaboratore. Fu quindi nominato intendente-referendario di Cuneo e Aosta.
Risale a questi anni il matrimonio con Maria Caterina Frangia di Genola, appartenente ad una famiglia del patriziato monregalese, da cui nacque il suo unico figlio Alessandro Marcello (1711-1771), destinato a una brillante carriera militare.

Vittorio Amedeo II

### Carriera politica
Punto di svolta nella sua carriera fu la nomina a prefetto-intendente della provincia di Susa, il 16 dicembre 1713. A Susa, Ferrero restò tre anni, sino al 1716. Dal 1716 al 1717 fu intendente generale ad interim della Savoia.
Il 16 aprile 1717 Vittorio Amedeo II gli conferì la carica di Generale delle Finanze (con stipendio di 6000 lire di Piemonte) del Regno di Sardegna, che Ferrero mantenne per tredici anni, sino all'agosto 1730. Suo principale collaboratore fu allora il conte Vittorio Amedeo Chapel de Saint Laurent, primo ufficiale delle Regie Finanze dal 1717 al 1730 (quando divenne egli stesso Generale delle Finanze). Durante questi anni operò la riforma del catasto feudale che Vittorio Amedeo II da tempo meditava; entrata in vigore nel 1720, essa diede un duro colpo alla nobiltà più antica che, allontanatasi dalla corte, era dotata di poco denaro liquido. Molte famiglie non riuscirono a riscattare i loro feudi, che furono messi in vendita.
Il 22 settembre 1722 il Ferrero acquistò il feudo di Ormea, con titolo marchionale. Due mesi più tardi, il 22 novembre, sposò Claudia Francesca Umberto di Palazzo (morta nel maggio 1738), discendente di un figlio naturale di Carlo Emanuele I, don Umberto (capostipite della casa dei marchesi Umberto di Palazzo). In tale modo egli si imparentava, pur tramite un ramo «naturale», con la stessa dinastia sabauda. Il matrimonio, da cui non nacquero figli, fu particolarmente conveniente per il marchese in quanto alla morte del cognato ricevette in eredità i feudi di Palazzo e Montaldo.
Pur mantenendo l'incarico di Generale delle Finanze, dal 1724 il principale campo d'azione del marchese d'Ormea furono le relazioni diplomatiche con Roma. Più volte inviato alla corte di Papa Benedetto XIII  riuscì a far riconoscere Vittorio Amedeo II come re di Sardegna e, soprattutto, a stipulare nel 1727 un Concordato che normalizzò le relazioni fra i due Stati, tese da ormai un trentennio. Ottenne anche la nomina del suo cugino Carlo Vincenzo Maria a vescovo di Alessandria. Due anni dopo tornò a Roma in occasione della nomina del cugino a cardinale. Seguì da vicino il conclave dal quale uscì come papa Clemente XII.
Conclusa felicemente la pratica concordataria, Vittorio Amedeo II lo nominò segretario di Stato agli affari interni il 9 agosto 1730. Carlo Emanuele III, salito al trono dopo l'improvvisa abdicazione del padre, gli conferì quasi immediatamente, il 26 settembre dello stesso anno, il titolo di ministro di Stato.
Durante la drammatica vicenda del tentato ritorno al potere di Vittorio Amedeo II, il marchese d'Ormea fu accanto a Carlo Emanuele III, convincendolo a non esitare di fronte all'azione del padre. Il 18 marzo 1732 Carlo Emanuele III gli conferì anche la carica di segretario di Stato agli affari esteri consentendogli di unirla a quella ricoperta in precedenza. Per meglio esercitare la carica agli esteri, il re gli affiancò come Primo Ufficiale il più giovane marchese Leopoldo del Carretto di Gorzegno (1693-1750), che alla morte del marchese d'Ormea ne avrebbe poi preso il posto di Segretario di Stato.
Fu merito suo il trattato di Torino, del 1733, che preparò l'alleanza fra i Savoia e la Francia nel delicato periodo europeo che si aprì per la successione al trono di Polonia dopo la morte del sovrano Augusto II. Con la Pace di Vienna del 1738 il re, assistito dal Ministro, poté vedersi assegnare il Novarese, il Tortonese e i feudi delle Langhe.
Nel 1742 Carlo Emanuele III lo chiamò a ricoprire la carica di Gran cancelliere, una sorta di primo ministro, principale carica dello Stato, seconda solo al sovrano stesso, vacante per la morte del marchese Giovanni Cristoforo Zoppi. Il re lo autorizzò a mantenere la Segreteria di Stato agli esteri, ma dovette lasciare quella agli interni, che fu affidata al suo antico collaboratore Vittorio Amedeo Chapel de Saint Laurent.
Ebbe parte decisiva nella politica sabauda durante la guerra di successione austriaca.

## Attività imprenditoriale
Sfruttando le sue ingenti risorse economiche e la sua posizione di prestigio all'interno del Regno, l'Ormea fu fondatore di numerose industrie personali. Nel 1722, appena acquistato il marchesato di Ormea, vi impiantò un vasto lanificio che, affidato alla direzione dell'inglese John Coward, divenne in breve una delle fabbriche più fiorenti del Piemonte. A Beinette, altro suo feudo acquistato nel 1740, impiantò un'importante cartiera affidata a operai genovesi. Nello stesso feudo, sfruttandone il lago, l'Ormea creò un sistema di canali che diede un notevole impulso ai mulini del territorio.

## Residenze
Il palazzo di famiglia, Palazzo Ferrero d'Ormea, si trova in Via Arsenale 6/8 . Si confonde a volte con Palazzo Roero di Guarene, che si trova nella caratteristica Piazza Carlo Emanuele II a Torino disegnata da Amedeo di Castellamonte, che fu acquistato dal nipote Tancredi nel 1844, pagandolo una somma di seicentomila lire al Marchese Luigi Coardi. L'edificio è stato e ristrutturato successivamente da Giacinto Roero di Guarene. Danneggiato dai bombardamenti della seconda guerra mondiale, è stato lasciato per molti anni in parziale abbandono e attualmente è sede prestigiosa di una Banca.